# Istanbul Cup 2015 - Qualificazioni singolare
Le qualificazioni del singolare dell'Istanbul Cup 2015 sono state un torneo di tennis preliminare per accedere alla fase finale della manifestazione. I vincitori dell'ultimo turno sono entrati di diritto nel tabellone principale. In caso di ritiro di uno o più giocatori aventi diritto a questi sono subentrati i lucky loser, ossia i giocatori che hanno perso nell'ultimo turno ma che avevano una classifica più alta rispetto agli altri partecipanti che avevano comunque perso nel turno finale.

## Giocatrici

### Teste di serie
1. Elizaveta Kuličkova (entrata nel tabellone principale)
2. Kristýna Plíšková (primo turno)
3. Margarita Gasparjan (qualificata)
4. Kateryna Bondarenko (qualificata)
5. Zhu Lin (ultimo turno)
6. Jeļena Ostapenko (qualificata)
7. Anna Tatišvili (qualificata)

1. Aleksandra Panova (qualificata)
2. Misa Eguchi (primo turno)
3. Andrea Hlaváčková (ultimo turno)
4. Anett Kontaveit (primo turno)
5. Yang Zhaoxuan (primo turno)
6. Julija Bejhel'zymer (primo turno)

### Qualificate
1. Aleksandra Panova
2. Ol'ga Savčuk
3. Margarita Gasparjan

1. Kateryna Bondarenko
2. Anna Tatišvili
3. Jeļena Ostapenko

## Tabellone

### Legenda
| - Q = Qualificato - WC = Wild card - LL = Lucky loser | - ALT = Alternate - SE = Special Exempt - PR = Protected Ranking | - w/o = Walkover - r = Ritirato - d = Squalificato |

### Sezione 1
|  | Primo turno | Primo turno         | Primo turno | Primo turno | Primo turno |  |  | Secondo turno     | Secondo turno     | Secondo turno     | Secondo turno | Secondo turno |  |
|  |             |                     |             |             |             |  |  |                   |                   |                   |               |               |  |
|  | 13          | Julija Bejhel'zymer | 1           | 6           | 4           |  |  |                   |                   |                   |               |               |  |
|  | WC          | Berfu Cengiz        | 6           | 3           | 6           |  |  | Berfu Cengiz      | Berfu Cengiz      | Berfu Cengiz      | 1             | 3             |  |
|  |             | Alberta Brianti     | 3           | 78          | 2           |  |  | Aleksandra Panova | Aleksandra Panova | Aleksandra Panova | 6             | 6             |  |
|  | 8           | Aleksandra Panova   | 6           | 6           | 6           |  |  |                   |                   |                   |               |               |  |

### Sezione 2
|  | Primo turno | Primo turno       | Primo turno   | Primo turno | Primo turno |  |  | Secondo turno | Secondo turno | Secondo turno | Secondo turno | Secondo turno |  |
|  |             |                   |               |             |             |  |  |               |               |               |               |               |  |
|  | 2           | Kristýna Plíšková | 3             | 6           | 4           |  |  |               |               |               |               |               |  |
|  | WC          | Sara Tomic        | 6             | 4           | 6           |  |  | Sara Tomic    | Sara Tomic    | 6             | 3             | 3             |  |
|  | Alt         | Ol'ga Savčuk      | Ol'ga Savčuk  | 6           | 6           |  |  | Ol'ga Savčuk  | Ol'ga Savčuk  | 3             | 6             | 6             |  |
|  | 12          | Yang Zhaoxuan     | Yang Zhaoxuan | 3           | 3           |  |  |               |               |               |               |               |  |

### Sezione 3
|  | Primo turno | Primo turno         | Primo turno         | Primo turno | Primo turno |  |  | Secondo turno       | Secondo turno       | Secondo turno       | Secondo turno | Secondo turno |  |
|  |             |                     |                     |             |             |  |  |                     |                     |                     |               |               |  |
|  | 3           | Margarita Gasparjan | Margarita Gasparjan | 6           | 6           |  |  |                     |                     |                     |               |               |  |
|  |             | Tereza Mrdeža       | Tereza Mrdeža       | 1           | 3           |  |  | Margarita Gasparjan | Margarita Gasparjan | Margarita Gasparjan | 7             | 6             |  |
|  | WC          | Ayla Aksu           | 7                   | 4           | 6(1)        |  |  | Andrea Hlaváčková   | Andrea Hlaváčková   | Andrea Hlaváčková   | 5             | 1             |  |
|  | 10          | Andrea Hlaváčková   | 6(1)                | 6           | 7           |  |  |                     |                     |                     |               |               |  |

### Sezione 4
|  | Primo turno | Primo turno         | Primo turno         | Primo turno | Primo turno |  |  | Secondo turno       | Secondo turno       | Secondo turno | Secondo turno | Secondo turno |  |
|  |             |                     |                     |             |             |  |  |                     |                     |               |               |               |  |
|  | 4           | Kateryna Bondarenko | Kateryna Bondarenko | 6           | 6           |  |  |                     |                     |               |               |               |  |
|  |             | Hiroko Kuwata       | Hiroko Kuwata       | 3           | 2           |  |  | Kateryna Bondarenko | Kateryna Bondarenko | 3             | 6             | 6             |  |
|  |             | Nastassja Burnett   | 3                   | 6           | 6           |  |  | Nastassja Burnett   | Nastassja Burnett   | 6             | 3             | 0             |  |
|  | 9           | Misa Eguchi         | 6                   | 1           | 0           |  |  |                     |                     |               |               |               |  |

### Sezione 5
|  | Primo turno | Primo turno        | Primo turno        | Primo turno | Primo turno |  |  | Secondo turno  | Secondo turno  | Secondo turno  | Secondo turno | Secondo turno |  |
|  |             |                    |                    |             |             |  |  |                |                |                |               |               |  |
|  | 5           | Zhu Lin            | Zhu Lin            | 6           | 6           |  |  |                |                |                |               |               |  |
|  |             | Akgul Amanmuradova | Akgul Amanmuradova | 1           | 0           |  |  | Zhu Lin        | Zhu Lin        | Zhu Lin        | 2             | 2             |  |
|  |             | Grace Min          | Grace Min          | 3           | 2           |  |  | Anna Tatišvili | Anna Tatišvili | Anna Tatišvili | 6             | 6             |  |
|  | 7           | Anna Tatišvili     | Anna Tatišvili     | 6           | 6           |  |  |                |                |                |               |               |  |

### Sezione 6
|  | Primo turno | Primo turno      | Primo turno      | Primo turno      | Primo turno |  |  | Secondo turno    | Secondo turno    | Secondo turno    | Secondo turno | Secondo turno |  |
|  |             |                  |                  |                  |             |  |  |                  |                  |                  |               |               |  |
|  | 6           | Jeļena Ostapenko | Jeļena Ostapenko | Jeļena Ostapenko | 2           |  |  |                  |                  |                  |               |               |  |
|  |             | Nadežda Kičenok  | Nadežda Kičenok  | Nadežda Kičenok  | 0r          |  |  | Jeļena Ostapenko | Jeļena Ostapenko | Jeļena Ostapenko | 6             | 6             |  |
|  | WC          | Melis Sezer      | 4                | 6                | 6           |  |  | Melis Sezer      | Melis Sezer      | Melis Sezer      | 2             | 2             |  |
|  | 11          | Anett Kontaveit  | 6                | 1                | 3           |  |  |                  |                  |                  |               |               |  |